# سفیدار (رباط‌کریم)
سفیدار (رباط‌کریم)، شهرکی از توابع بخش مرکزی شهرستان رباط‌کریم در استان تهران ایران است.

## جمعیت
این روستا در دهستان منجیل‌آباد قرار دارد و براساس سرشماری مرکز آمار ایران در سال ۱۳۸۵، جمعیت آن ۴٬۷۰۱ نفر (۱٬۱۵۷خانوار) بوده‌است.